# فرط حاسة الشم
 
فرط حس الشم هو زيادة في حدة حاسة الشم (الشعور المتزايد بالرائحة)، وعادة ما يكون سبب انخفاض عتبة الرائحة. ينشأ هذا الاضطراب الإدراكي عند وجود إشارة متزايدة بشكل غير طبيعي في أي وقت بين المستقبلات الشمية والقشرة الشمية. قد تكون أسباب فرط حس الشم وراثية أو هرمونية أو بيئية أو نتيجة لمتلازمة انسحاب البنزوديازيبين.
عندما تدخل الروائح إلى تجويف الأنف، فإنها ترتبط بمستقبلات الرائحة في قاعدة الظهارة الشمية. هذه المستقبلات هي عصبونات ثنائية القطب تتصل بالطبقة الكبيبية من المصباح الشمي، تنتقل عبر لوحة الكريبريفور. في الطبقة الكبيبية، تتداخل المحاور العصبية من الخلايا العصبية لمستقبلات حاسة الشم مع التشعبات من الخلايا العصبية اللمفية الشمية: الخلايا الميتارية / معنقدة والخلايا المحيطة بالبيوميرولينية الدوبامين. من المصباح الشمي، ترسل الخلايا التاجية / المعنقدة محاور عصبية عبر القناة الشمية الجانبية (العصب القحفي I) إلى القشرة الشمية، والتي تشمل القشرة الكمثرية والقشرة المخية الأنفية وأجزاء من اللوزة. من القشرة الدماغية الأنفية، تمتد المحاور إلى نواة الظهر الإنسي للمهاد، والتي تنتقل بعد ذلك إلى القشرة الأمامية المدارية .

## الأسباب

### وراثياً
دراسة قام بها Menashe et al وآخرون. وقد وجد أن الأفراد الذين لديهم متغير تعدد الأشكال النوكليوتيد واحد في الزائفة الزائفة OR11H7P لديهم عتبة تنشيط مستقبلات أقل للحمض الإيزوفاليريك. هؤلاء الأفراد هم مفرطي حس الشم لهذه الرائحة المفردة.
دراسة أخرى من قبل كيلر وآخرون. وجد أن الأشخاص الذين لديهم مستقبلات الرائحة البشرية السليمة OR7D4 أكثر حساسية للأندروستيرونون والأندروستادينون، وبالتالي يجدونهم غير مرتاحين (الأفراد الذين لديهم OR7D4 شبه الوظيفية لديهم اثنين من أشكال النوكليوتيدات الفردية غير المترادفة في OR7D4 الكاذبة ). لم تجر بعد أبحاث مستفيضة في الخلفية الوراثية لأولئك الذين يعانون من فرط حس الشم، بدلاً من وجود رائحة واحدة فقط.

### بيئياً
لم يكن هناك بحث مستفيض في الأسباب البيئية لفرط سكر الدم، ولكن هناك بعض النظريات لبعض الأسباب المحتملة.
في دراسة أجراها Atianjoh et al. ، وجد أن الأمفيتامينات تقلل مستويات الدوبامين في بصيلات القوارض الشمية. على هذا الأساس، تم افتراض أن استخدام الأمفيتامين قد يسبب فرط سكر الدم في القوارض والبشر، ولكن لا تزال هناك حاجة إلى مزيد من البحث. يأتي الدعم القصصي للاعتقاد بأن الأمفيتامينات قد تسبب فرط الدم في الدم من حساب أوليفر ساكس للمريض الذي يعاني من حاسة شم قوية بعد تناول الأمفيتامينات.
وقد لوحظ أن استنشاق الهيدروكربونات يمكن أن يسبب فرط سكر الدم، على الأرجح بسبب تدمير الخلايا العصبية الدوبامينية في بصيلة الشم.

## العلاج
عادةً ما تعود حدة الحاسة الشمية الطبيعية بمرور الوقت إذا كان السبب بيئيًا، حتى لو لم يتم علاجها. قد يحتاج الشخص مفرط الدهون إلى إزالته من الرائحة القوية لفترة من الزمن إذا أصبح الإحساس غير محتمل. قبل أن يتم إيقافها بسبب الآثار الجانبية غير المرغوب فيها، تم استخدام بيو بيروفينون أو هيدروكلوريد ثوريدازين، وكلاهما من مضادات الدوبامين، لعلاج فرط سكر الدم.
من المعروف أن الميثوتريكسيت ، الذي يُعطى في علاج الصدفية، يسبب فرط بوتاسيوم الدم، وقد يكون أكثر عرضة للمرضى الذين لديهم تاريخ في الصداع النصفي. ومع ذلك، هذه ليست سوى ملاحظة وليست جزءًا من الدراسة ؛ لذلك، لم يتم التحقق منه بعد.